# Tito Flávio Clemente
Tito Flávio Clemente  (em latim: Titus Flavius Clemens; m. 95) foi um senador romano eleito cônsul em 95 com o imperador Domiciano. Era sobrinho de Vespasiano e filho de Tito Flávio Sabino, cônsul em 52 e Prefeito urbano de Roma durante o reinado de Nero.  Era também irmão de Tito Flávio Sabino, cônsul em 82, e primo dos imperadores Tito e Domiciano.

## Família
Durante o ano dos quatro imperadores (69), ainda criança, Clemente ficou sitiado juntamente com sua família no Capitólio enquanto aguardava a chegada dos exércitos de Vespasiano que se aproximavam de Roma. Seu pai foi capturado e morto pelas forças de Vitélio, que queimaram o Capitólio, mas o resto da família conseguiu escapar. Seu irmão foi eleito cônsul em 82 juntamente com Domiciano, mas o imperador o condenou à morte usando como pretexto o erro de um arauto que o chamou de "imperador" ao invés de "cônsul". Segundo Suetônio, o motivo real seria o amor de Domiciano por Júlia Flávia, esposa de Sabino, filha de Tito e, portanto, sobrinha de Domiciano.
Clemente também se casou com uma de suas primas, Flávia Domitila, neta de Vespasiano, e filha de Domitila, também uma sobrinha de Domiciano. Eles tiveram dois filhos, que Domiciano pretendia tornar seus sucessores do império, rebatizando-os "Vespasiano" e "Domiciano". No entanto, em 95, quando Clemente e o imperador foram cônsules, Domiciano condenou-o à morte.

## Cristianismo
Segundo Dião Cássio, Clemente foi condenado à morte sob a acusação de ateísmo, a mesma pela qual, ele acrescenta, muitos outros que verbalizaram "opiniões judaicas" foram executados. Esta frase pode implicar que Clemente tenha se convertido ao judaísmo ou ao nascente cristianismo, sendo o primeiro mais provável, e tenha se circuncidado. Pela mesma razão, sua esposa foi banida para Pandatária. A primeira vez que Clemente foi tido como cristão foi na obra de Jorge Sincelo, no século IX.
Para este Clemente que provavelmente é dedicada a Basílica de São Clemente, no monte Célio, que se acredita que tenha sido construída originalmente no século V, apesar da estrutura atual, apesar de muito antiga, ser mais recente. Em 1725, o cardeal Annibal Albani encontrou sob esta igreja uma inscrição em homenagem a um mártir chamado Flávio Clemente. Alguns ligam Clemente com Clemente Romano (o papa), o autor da Epístola de Clemente aos Coríntios.